# Like a Virgin (dal)
A Like a Virgin című dal az amerikai énekesnő Madonna első kimásolt kislemeze a Like a Virgin című második stúdióalbumáról. A dal 1984. október 31-én jelent meg a Sire Records kiadásában. A dalt Tom Kelly és Billy Steinberg írta. A producer Nile Rodgers volt. Steinberg elmondta, hogy a dalt romantikus személyes tapasztalatai inspirálták. A Like a Virgint Madonna számára a Warner Bros. egyik munkatársa, Michael Ostin választotta, miután meghallotta a dal demóját Kelly előadásában. Rodgers kezdetben úgy érezte, hogy a dalnak nincs megfelelő riffje, de miután meghallgatta a dalt, megváltozott a véleménye.
Zeneileg a Like a Virgin egy tánc orientált dal, mely két riffből áll. Madonna hangja magas hangon szólal meg, miközben a szintetizátorok folyamatosan hallhatóak a basszusgitár mentén. A dal szövege nem egyértelmű, rejtett célozgatásokból áll, különféle értelmezéseknél viszont nyitott. A dal pozitív visszajelzéseket kapott a zenekritikusoktól, akik gyakran nevezték Madonna egyik meghatározó dalának. Ez lett az első helyett számos slágerlistán, köztük Ausztráliában, Kanadában, Európában, Japánban, az Egyesült Államokban. Máshol pedig Top 10-es sláger volt.
A dal videoklipjében Madonna egy gondolában utazik Velencében, és egy fehér esküvői ruhában egy palota körül barangol. A videóban a tudósok rámutattak Madonna szexuálisan független és erős nőként való ábrázolására, az oroszlán maszkot viselő férfire, a Szent Márk tér képeivel együtt, de fontos volt megemlíteni a videóra jellemző erotikát, és Velencét is. Madonna a dalt hét alkalommal adta elő koncertjein. Legtöbbször a dal előadása erős reakciót és média érdeklődést váltott ki.
A Like a Virgin című dalt számos művész feldolgozta, és több olyan filmben is felcsendült, mint a Reservoir Dogs, a Moulin Rouge! és a Bridget Jones: The Edge of Reason című filmekben. A családsegítő központok próbálták betiltani a dalt, mivel azt hitték, hogy a dal a házasságon kívüli, vagy házasságon belüli szexre ösztönöz. Másrészről Madonna közömbös, szexuálisan szégyentelen, rendkívül magabiztos nő személyiségét sugallta, melyet a fiatalabb generáció teljes mértékben elfogadott, stílusát és divatját követve. A dal megerősítette Madonnát abban, hogy pop ikon váljon belőle.

## Előzmények
A Like a Virgin című dalt Billy Steinberg és Tom Kelly írták. A dal ötlete abból származott, amikor Steinberg apja szőlőültetvényeinél a Coachella-völgyben élt, és egy piros színű kocsit vezetett. A Los Angeles Times-nak nyilatkozva Steinberg elmondta, hogy a dalt nem Madonnának, vagy más énekesnőnek írta, hanem személyes tapasztalatai ihlették. Abban az időben Steinberg egy szerelmi kapcsolaton volt túl, mely érzelmileg megviselte, és ekkor találkozott egy új emberrel. Ez a helyzet inspirálta a Like a Virgin dalszövegeit arról, hogy mennyire lehet megbirkózni a nehéz helyzettel. Amikor a dalt megmutatta Kelly-nek, úgy döntöttek, hogy egy érzékeny ballada lesz a dalból, azonban nem tudták eldönteni, hogy a Virgin szó illik-e bele?! Steinberg elmondta: „Nem csak arra törekedtem, hogy ezt a „virgin” szót benne hagyjam-e a dalban, mert valószínűleg nem vagyok már szűz, de romantikusan és érzelmileg bántva voltam, mint sok ember, és így új kapcsolatba kezdtem, mely olyan jó érzés, hogy meggyógyítja az összes sebet, mely a legjobb érzés, mit valaha éreztem.”
Kelly rögzítette a demót, és meghívta Michael Ostint a Warner Bros. kiadótól, hogy hallgassa meg a dalt. Steinberg és Kelly négy vagy öt dallamot játszott le Ostin számára, majd tovább beszélgettek a dalról, azonban nem voltak biztosak abban, hogy megfelelő a dal. Másnap találkoztak Madonnával, hogy beszéljenek a második albumáról, majd Ostin lejátszotta Madonnának a demót, mert hitt abban, hogy a dalszövegek, és a dal mélysége tökéletesen illeszkedik Madonnához. „Amikor lejátszottam a dalt Madonnának, megőrült érte, és rögtön mondta, hogy ez a dal kell neki, mert nagyszerű lemezt készíthet ezáltal” – emlékezett Ostin. 2009-ben a Rolling Stone-től Austin Scaggs megkérdezte Madonnát, hogy mi volt az első benyomása, miután meghallgatta a Like a  és a Material Girl című dalok demóit. Madonna így válaszolt: 

„Tetszett a dal, mert ironikus és egyben provokatív volt. Nem vagyok materialista ember, és én már nem voltam szűz, és egyébként is hogyan lehet olyan, hogy Like a Virgin (Mint egy szűz)?! Azonban tetszett a szavakkal való játék. Soha nem gondoltam volna, hogy ez lesz az első vezető dalom.”

## Felvételek

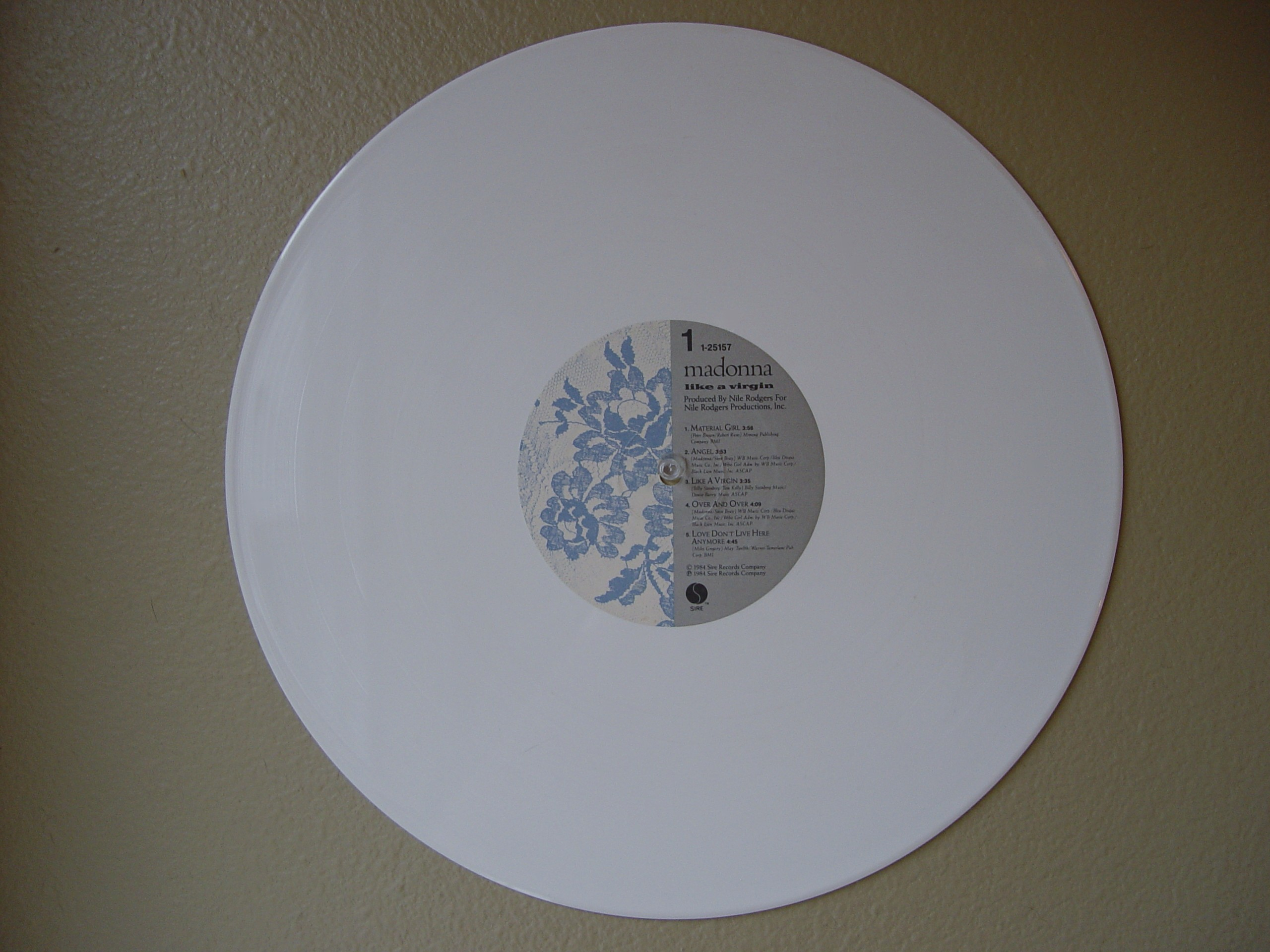
Madonna Like a Virgin 12-es fehér limitált maxi lemeze

1984 közepén Madonna találkozott Nile Rodgers-szel a New York-i Power Station Stúdióban. (Jelenleg Avatar Stúdió). Rodgers kezdetben nem akarta, hogy Madonna rögzítse a dalt, mert úgy érezte, hogy a Like a Virgin dalszövege ostoba, és retardáltnak hangzott. Később Rodgers így nyilatkozott: „Furcsa, de nem tudtam kiverni a fejemből a dallamot, annak ellenére, hogy nem tetszett a dal, mely nagyon rágógumiszerű volt, de bennem maradt...” Tényleg szeretni akartam ezt a dalt [...] De Rodgers reakciója az volt, hogy nagyon furcsa dal. Rodgers végül engedélyt adott Madonnának a dalhoz, mert felismerték annak potenciáját. Később Rodgers bocsánatot kért Madonnától, és ezt mondta: „Tudod...ha egy ilyen dal a fülembe marad 4 napig, akkor legyen valami, tehát csináljuk meg.” Végül a dalt rögzítették. Steinberg mérlegelte a felvételek folyamatát, és megjegyezte:

Amikor Madonna felvette a dalt, a demó szinte elhalványult a felvett dal mögött, mert alig hasonlított rá. Tom ekkor az eredeti demó szövegből idézett: „When your heart beats, and you hold me, and you love me...,” és hozzátette: „Ez volt az utolsó amit a demóról hallottál.” Madonnának nagyon nagyon óvatosan kellett meghallgatni a felvételt, mely aprólékos dolgokkal volt tele. Ez ritkán fordul elő, hogy valaki ennyire aprólékosan tanulmányozza a demo felvételt, és mindent felhasznál belőle. Egyfelől pedig hízelgő volt, hogy milyen óvatosan követte a demót.

Jason Corsaro a felvétel hangmérnöke meggyőzte Rodgers-t, hogy a dalt digitálisan rögzítsék, mivel ez egy új technika volt abban az időben, és Corsaro szerint ez a felvételek jövője, mert így a teszt prések is egyenletesen szóltak. Ennek biztosítására Corsaro egy Sony 3324 típusú 24 sávos digitális magnót, és egy Sony F1 kétsávos sztereó keverőt használt. Madonna rögzítette a dalt egy kicsi fából készült vastagfalu zongoraszobában, a C stúdió hátuljában, melyen R&B szoba néven is emlegettek. A dalhoz egy sztereo AKG C24-es mikrofont használtak, valamint egy Pultec hangszín szabályzót, majd amikor a felvételt jóváhagyták, akkor Robert Sabino hozzáadta a billentyűs részeket a dalhoz, melyhez Sequential Circuits Prophet-5 tipusú billentyűs hangszert, és néhány Rhodes zongorát, és akusztikus zongorákat használtak. Rodgers Synclavier típusú szintetizátoron játszott. Bár nem volt szükséges, Madonna mindig ott volt a felvételeken, és minden folyamatot végig követett. Nile is mindig ott volt, sosem hagyta el a stúdiót.

## A dal összetétele
A tánc orientált dal bevezetője két horonyból áll. Az Alfred Publishing általi, a Musicnotes.com oldalon közzétett kották szerint a dal 118 BPM / perc ütemben szól, mely F szakaszban van összeállítva, Madonna hangja pedig az alacsony G 3 tónussal kezdődik, és C 5-ig tart. Ricky Rooksby szerint a dal bevezetője egy feldolgozás, az 1965-ös Four Tops dal, az I Can’t Help Myself (Sugar Pie Honey Bunch) ahol Chuck Berry énekelt. Az üzemek bizonyos hasonlóságot mutatnak Michael Jackson Billie Jean című dalával, különösen a második versszakban. Madonna a dalt magas hangon énekli, miközben az ütemet Tony Thompson dob ritmusa adja, melyen egy szintetizátoros hang kísér. Ez kör alakú előrehaladást biztosít az I – IV – vii o –iii– akkordokon keresztül vi-II-V-I.-ig.
A dalszövegekkel kapcsolatban Madonna így nyilatkozott: „Szeretem a célozgatásokat, szeretem az iróniát, szeretem azt, ahogy a dolgokat különböző szinteken lehet venni.” Ez az állítása rávilágított a dal szövegeinek kétértelműségére, melyek a Like („Mint”) szó tesz kétértelművé. Rooksby különbözőképpen értelmezte a dal jelentését a különböző emberek számára. Azt mondta, hogy azok a lányok, akik valóban szűzek, a dal arra ösztönzi őket, hogy tartsák meg az, mielőtt elkezdik az első szexuális kapcsolatukat. A szexuálisan tapasztalt lányoknak pedig a dal azt jelenti, hogy újra tudják élni azt a pillanatot, amikor beteljesült a szerelem. A fiúk számára a dal nárcisztikus kép, ahol a lány és fiú elfelejtik múltbéli találkozásaikat, és élvezik a közös együttlétet, úgy mintha az az első lenne.

## Kritikák
A Like a Virgin egyike Madonna leghíresebb kislemezének, melyet túlnyomórészt pozitív jelzőkkel illettek a kritikusok. Stephen Thomas Erlewine AllMusic-től megjegyezte, hogy a dal határozott kijelentéssel bír, melyet maga a dal, és a Like a Virgin című album, valamint a Material Girl című dal tette Madonnát ikonná. Majd hozzátette: „Ezek a dalok elhomályosították a lemezen szereplő dalok többi részét, mert ezek tökéletesen illeszkednek a témákhoz,és a hanghoz. Debbie Miller a Rolling Stone újságtól elmondta, hogy Madonna hangjának hatalmas tartománya van, de nem olyan mint Cyndi Lauperé, de így is tudja a helyét a színpadon. 2014-ben a dalt Ryan Redd klasszikusnak nevezte.
Dave Karger az Entertainment Weeklytől az 1995-ös album felülvizsgálatakor úgy érezte, hogy a dal kissé ismétlődő és éretlen a jelenlegi helyzethez képest. Jim Farbe úgy érezte, hogy a dal felvetheti azt, hogy Madonna egy kurva. Sal Cinquemani a Slant Magazintól a dalt klasszikusnak nevezte. Alfred Soto a Stylus Magazintól úgy érezte, hogy a dal rendkívül elegáns a maga stílusában. Michael Paoletta Billboard szerint a dal megindító volt a dance-rock kategóriában.
2000-ben a Rolling Stone és az MTV a 4. helyre helyezte a dalt a 100 Greatest Pop Songs (100 Legnagyobb Pop dal) kategóriában. A dal a VH-1 zenecsatatorna szavazatai alapján az elmúlt 25 év dalainak listáján a 10. helyezett lett. A Billboard Hot 100-as listán a 95. helyezést érte el a slágerlista Billboard Hot 100 All Time Top Songs (Minden idők 100 Legjobb Dalai) kategóriában. A Q magazin általi szavazatok alapján a Top 20 Madonna singles of All-time (Minden idők Top 20-as Madonna kislemez) kategóriában az 5. helyezést érte el a dal.

## Helyezések
A Like a Virgin Madonna első No. 1. dala volt a 12 első helyezettet elért dala közül, mely a Billboard Hot 100-as listán debütált a 48. helyen 1984. november 17-én. A dal 1984. december 22-én érte el a slágerlista első helyét, ahol hat hétig volt helyezett. A dal arany helyezést ért el az amerikai hanglemezgyártók szövetsége (RIAA) által 1985. január 10-én, az 1.000.000 eladott példányszám alapján az Egyesült Államokban még 1989 előtt. A dal szintén első helyezett volt a Hot Dance Music / Club Play slágerlistán, és az első Top 10-es belépő volt a Hot R&B / Hip Hop Songs kislemezlistán, ahol a 9. helyezést érte el. Az 1985-ös összesített listán a 2. helyezett volt. Madonna az év legjobb pop előadója lett. Kanadában a dal 1984. november 24-én debütált az RPM kislemezlistán a 71. helyen, majd 1985. január 19-én elérte az első helyet. A dal 23 hétig volt összesen a slágerlistán. Az 1985 év végi összesített RPM listán pedig a 35. helyen szerepelt.
A dal 1984. november 17-én debütált az Egyesült Királyság kislemezlistáján az 51. helyen, majd 1985. január 12-én a 3. helyre került. Összesen 18 hétig volt slágerlistás helyezett. A brit hanglemezkiadók szövetsége (BPI) 500.000 eladott példányszám alapján arany helyezéssel díjazta a kislemezt. A hivatalos adatok szerint a kislemezt 892.000 példányban értékesítették 2018 augusztusa óta. Európában a dal Ausztria, Belgium, Franciaország, Németország, Írország, Hollandia, Norvégia és Svájc tíz legjobb helyezettje között volt. A Music & Media szerint a kislemezből kb. 1,5 millió példányt értékesítettek Európában 1985 szeptemberéig.
A Like a Virgin Madonna első No. 1. slágere volt az ausztrál Kent Music Report slágerlistán, és a Japán kislemezlistán is. A Dél-Afrikai és Új-Zélandi kislemezlistákon a 2. helyezett volt, míg Svédországban a 15. helyig sikerült jutnia. Az Eurochart Hot 100-as listán pedig az élen szerepelt.

## Videóklip
A dalhoz tartozó videóklipet Mary Lambert rendezte, aki a Borderline című videót is rendezte, mely Velencében és New York-ban készült 1984 júliusában. Madonna szűzként, a pornográfia eme alakját ábrázolja, aki esküvői ruhát visel egy márvány szobában. Ezzel a provokatív külsővel mutatkozik egy gondola fedélzetén. Madonna megjegyezte: „Lambert azt akarta, hogy én egy modern bölcs lány legyek a klipben, de aztán visszamentünk az időben, és nekem valódi szűznek kellett látszanom a klipben.” A videó azzal indul, hogy Madonna felszáll egy hajóra a Brooklyn hídnál, és Velencébe utazik. Ahogy belép a városba, úgy mozog, mint egy sztriptíztáncos, bűntudat mentesen. A klipben fekete ruhát és kék nadrágot visel, számos keresztény szimbólummal, ékszerekkel a nyakában. Teljesen beleéli magát a dalban, miközben egy oroszlánnal sétál a Velencei Punta della Dogana oszlopai között.
Számos játékot játszanak egy karneválon, ahol maszkokat hordanak, a férfiak pedig oroszlánképeket viselnek, ami a 18. századra és a Szent Márk térre jellemző. Sheila Whiteley a Nők és populáris zene [...] című könyvében úgy gondolja, hogy Madonna képe a szexualitást tagadja meg a videóban, de ábrázolja őt egy szimulált helyzetben a gondolában, mely alátámasztja a csalást. A klipben lévő hím oroszlán megjelenése a minológiai mese és a pornográf szex diszkurzusa. Whiteley megfigyelte, hogy a klipben Madonna szeretője viseli az oroszlán maszkját, miközben vele szórakozik. Madonna felfedi ártatlansága végét, és megmutatja érdeklődését a vadon élő állatok felé. A vágy felkeltése után metaforikusan a szeretője szörnyeteggé válik. Madonna így kommentálta az oroszlánnal való klipforgatást:

Az oroszlán nem csinált semmit, amit eredetileg kellett volna. Én az oszlopnak támaszkodtam..és azt hittem hogy megharap, így felemeltem a fátylamat, amiben voltam. Egy ideig bámulta, majd kinyitotta a száját, és hatalmasat ordított. Annyira megijedtem, hogy a szívem beleesett a szívembe. Amikor végül elsétált az oroszlán, és nagyot sóhajtottam. Úgy éreztem akkor, hogy kapcsolatban voltam az oroszlánnal. Lehet, hogy elmúlt életemben oroszlán, macska, vagy valami voltam.

## Fogadtatás és elemzés
A videóval a tudósok rámutattak a velencei vitalitásra. Margaret Plant (2002) szerző megjegyezte: „A Szent Márk téri oroszlánnal, és a „szűz” várossal az élvonalban a régi szent Velencét a nagy energiájú megnyugvással teli várost a pop világába hajtották ezzel a videóval.” Azt is megjegyezte, hogy a Szent Márk annak az időnek a szimbóluma, amikor a szexuális bűncselekményeket súlyosan büntették Velencében. Úgy tűnt, hogy Madonna vitatja az ilyen brutalitást, és a tolerancia határait súrolja a videóban. Amikor az oroszlánember a karjában vitte Madonnát a velencei palotába, a szimulált szüzesség elvételére, akkor Madonna a La Serenissima (A köztársaság) szimbólumává vált.
Plant megjegyezte: „Madonna a videóban helyreállította Velence energiáját és erotikáját, melynek nevét a Vénuszról ismert családtagként vették fel. Madonna a videó közben kék felsőjét feketére cserélve bemutatta bátorságát azzal, hogy látogatásukkal áldozatokká váltak. Carol Clerk (2002) megjegyezte: „Madonna napjai olcsó és vidám videósztárként véget értek a forgatással. Azonban a klip komoly látványt mutat.
A Like a Virgin élő zenei videóját a The Virgin Tour turné reklámozására készítették. Ezt a változatot az 1986-os MTV Video Díjkiosztón a legjobb koreográfia kategóriában jelölték. A Like a Virgin élő előadására először Párizsban került sor a Blond Ambition világturnén, melyet 1991. május 9-én jelentettek meg a Truth or Dare című dokumentumfilm részeként. Ezt a változatot két díjra jelölték az 1991. MTV Video Díjkiosztón. A legjobb női videó, és a legjobb koreográfia kategóriában. A klip a VH1 100 Legnagyobb videoklip kategóriájában a 61. helyre sorolták.

## Élő előadások
Madonna a dalt először az 1984-es MTV Video Music Awards-on adta elő esküvői ruhában, egy torta tetején, a Boy Toy övcsatjában, és fátyolban. Az előadás csúcspontja az volt, amikor felugrott, és körbefordult a színpadon. A kritikusok és tudósok szerint az egyik legfontosabb és legfelejthetetlenebb VMA előadás volt. A dal később szerepelt az 1985-ös The Virgin Tour turnén is, ahol Madonna ismét esküvői ruhában jelent meg a színpadon. Ekkor a léggömbök a közönség felé hullottak, miközben a színpadra ért esküvői csokorral a kezében. A koncert VHS-en is megjelent melyet Michiganban, Detroitban forgattak.
1987-ben a Who’s That Girl World Tour turnén a dalt humoros idézetekkel adta elő az énekesnő idézve a The Four Tops I Can’t Help Myself (Sugar Pie Honey Bunch) című dalból. Madonna levetkőzött, majd egy fűzőben folytatta az előadást, majd a koncert végén egy férfi táncossal flörtölt, aki a vőlegényét alakította. A dalnak két különböző előadása van, mely megtalálható a Who’s That Girl: Live in Japán című kiadványon, melyet Tokióban 1987. június 22-én vettek fel. A másik változat a Ciao Italia: Live from Italy című koncertfelvételen található, melyet Torinoban forgattak 1987. szeptember 4-én forgattak.
Az 1990-es Blond Ambition turnén a dalt közép-keleti stílusban, rizqué koreográfiával adták elő, ahol Madonna arany fűzőt viselt, miközben egy vörös selyemágyon maszturbált, két táncos fiú kíséretében. Madonna egy kúp alakú melltartót viselt, melyet Jean-Paul Gaultier tervezett. Az előadás nagy port kavart, különösen amiatt, mert a Kanadai, Torontoi rendőrség letartóztatással fenyegette Madonnát, ha nem változtatja meg a műsort. Madonna visszautasította a műsor megváltoztatását, és a show folytatódott. A letartóztatás sem történt meg. Az előadásról két különböző felvétel készült, mely a Blond Ambition: Japan Tour 90 1990. augusztus 27-i felvétele, illetve a Franciaországi 1990. augusztus 5-én rögzített felvétel előadásai. Az 1993-as Girlie Show világkörüli turnén Madonna szmokingot viselt, és Marlene Dietrich személyisége mögé bújt. Elkezdte énekelni a dalt német akcentussal. A túljátszott akcentus paródia jelleggel bírt. Dietrich pillantását az 1930-as Marokkói film ihlette az előadáson. Az előadás megjelent a The Girlie Show: Live Down Under című videón, melyet 1993. november 19-én rögzítettek Sydneyben, Ausztráliában.
2003 áprilisában Madonna a kilencedik stúdióalbuma, az American Life népszerűsítése mellett a New York-i Tower Records kiadónál adta elő a dalt akusztikus változatban. Madonna Hollywood című dalának előadása a 2003-as MTV Video Díjkiosztón újra felidézte a Like a Virgin 1984-es előadását. Az előadáson Britney Spears kezdte el énekelni a dalt, majd Christina Aguilera folytatja. A végén Madonna megjelenik egy tortából kilépve vőlegény ruhában, majd hatalmas ováció kíséretében elkezdődik a Hollywood című dal, melyet végül közösen énekelnek. Madonna a végén Spearst, és Aguilerát is megcsókolta. Majd megjelenik Missy Elliot a színpadon, és folytatódik a dal.

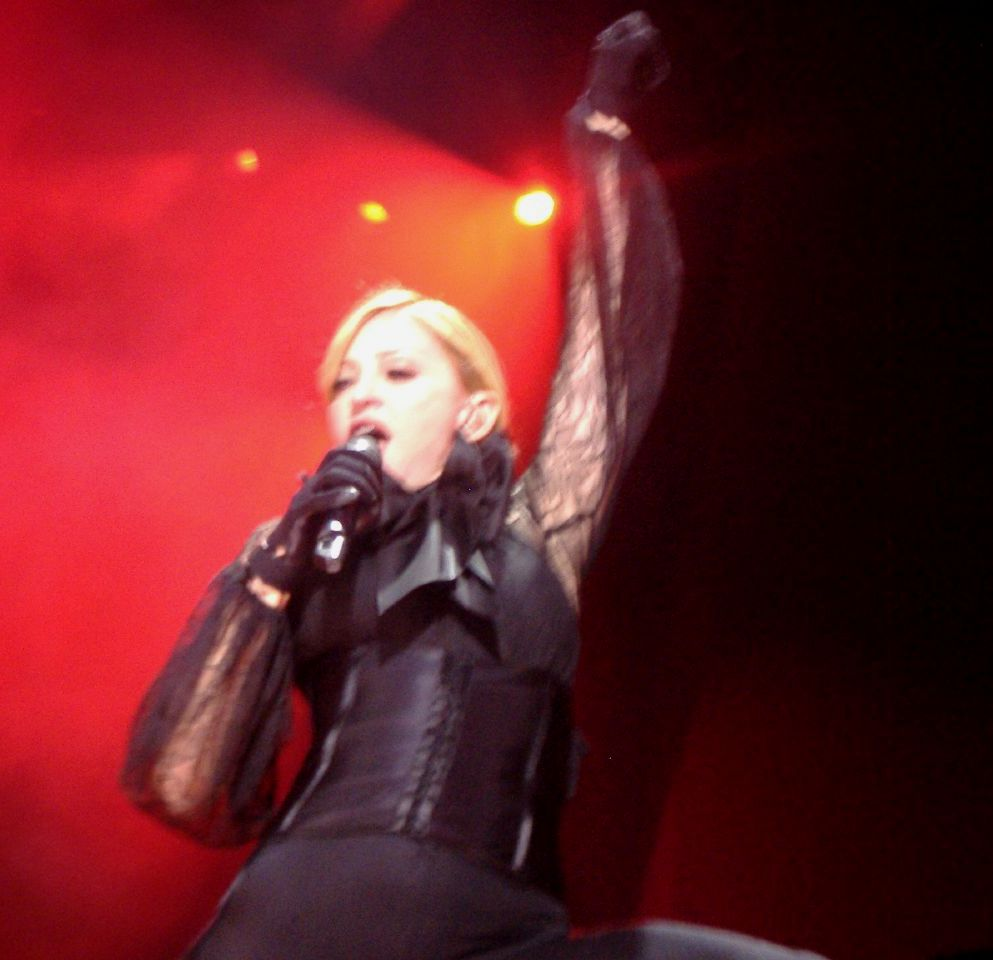
Madonna a Like a Virgin előadása közben a Confessions turnén 2006-ban.

A 2006-os Confession turné során a dalt Madonna fekete feszes testnadrágban adta elő, egy műlovon. Madonna 47. születésnapján eltörte csontjait lovaglás közben. Ennek a röntgenfelvételei futottak a képernyőn mögötte. Az előadás szerepel a The Confessions Tour koncertalbumon, melyet 2007-ben jelentettek meg. A 2008-as Sticky & Sweet turnén Madonna Rómában adta elő a dalt XVI. Benedek pápa tiszteletére, kommentálva: „Szeretnék egy dalt a pápának szentelni, tudom, hogy szeret engem, és arra kértem a közönséget, hogy énekeljen velem.” A dalt Madonna a The MDNA Tour turnén is előadta a show harmadik szakaszában. A dalt egy egyszerű zongorán előadott burleszk verzióra bontották, mely a 2011-es Evgeni keringő hangzásának elemeit tartalmazza. A Rebel Heart Tour-on (2015–2016) a dalt basszusgitárral adták elő. A Like a Virgin zseniális verziója a show második részének záró része volt, azzal, hogy Madonna egyedül táncolt a színpadon. A remixet a francia producer Denis Zabee készítette 2008-ban, akivel Madonna képviselői felvették a kapcsolatot a zenei jogok végett. Jim Farber a Daily News-től az előadást lenyűgözőnek nevezte. Az előadást Sydneyben rögzítették a Rebel Heart Tour koncertalbumra 2017 szeptemberében.

## Feldolgozások és felhasználások a médiában
1985-ben a The Lord of the New Church felvette a Like a Virgin saját változatát a Killer Lords című albumukra. Gary Hill (AllMusic) a dalt viccesnek, és egyben kellemetlennek nevezte. Ugyanebben az évben “Weird Al” Yankovic parodizálta ki a dalt a Dare to Be Stupid című albumára. A dal a Like a Surgeon címet kapta, melyet egy kórházban forgattak. Eugene Chadbourne az Allmusic-tól a dalt vicces szatírának nevezte. 1991-ben a skót Teenage Fanclub dolgozta fel a dalt második The King című albumukra. Az 1992-es Reservoir Dogs című filmben is szerepel a dal, melyet írt és rendezett Quentin Tarantino. Mr. Brown szerepét is maga Tarantino játssza. A dalról azt mondja, hogy a Like a Virgin egy „nagy fasz metafora.” Amikor Madonna találkozott Tarantinoval, dedikálta neki az Erotica albumot a következő szöveggel: „Quentin: Ez a szerelemről szól, nem a faszról.”
A dal szintén hallható a 2001-es Moulin Rouge! című filmben is, melyet Harold Zidler, Jim Broadbent, és Monroth herceg énekel, akik a Richard Roxburg szereplői. 2004-ben a The Meat Purveyorsd dolgozta fel a dalt egy medley formájában, ahol a Lucky Star és a Burning Up is szerepelt. A 2004-es Bridges Jones: The Edge of Reason című filmben a thai börtönben tanítja a főszereplő a dalt a nőknek, miután bosszantja, hogy rosszul éneklik a dalt. Azt mondja nekik: „Madonna nem más, mint egy perfekcionista!” A Grey’s Anatomy TV műsor egyik epizódjában Cristina Yang karaktere énekli a dalt műtét közben, miközben a kamera rá fókuszál. Amikor aztán a műtét után Lexie Gray is elkezd énekelni, Christina mérgesen néz rá, míg meg nem nyugszik. Katy Perry, Travis Barker és DJ AM a 2008-as MTV Video díjkiosztón adták elő a dalt. 2009-ben a dalt a Train együttes Hey Soul Sister című dalának szövegével énekelték el: „I believe in you/Like a virgin you’re Madonna/And I’m always gonna wanna blow your mind.”
A dal elhangzott a 2010-ben bemutatott Glee televíziós sorozat The Power of Madonna című részében, melyben a szereplők Jonathan Groff , Jayma Mays , Lea Michele , Cory Monteith , Matthew Morrison , és Naya Rivera énekelték el a dalt. Ugyanebben az évben Elton John adta elő a dalt a Rainforest Funk jótékonysági koncertjén. Vanessa Carlton 2011. szeptember 11-én a Twitter fiókjában mutatta be a dal részleteit. 2012-ben a 2NE1 koreai lánycsapat dolgozta fel a dalt, és jelentette meg debütáló japán Collection című lemezükön. Ugyanebben az évben JoJo adta elő a dalt. Wendy Sulca perui énekes a dal spanyol változatát adta elő. 2014-ben Christina Scuccia, az éneklő apáca, aki megnyerte a The Voice of Italy versenyt, debütáló kislemezként jelentette meg a dal ballada változatát, melyet maga Madonna is dicsért. Alexandra Stan román énekesnő is előadta a dalt új zenekarával a Chris Trace-val 2017 januárjában. 2019-ben a Big & Rich jelentette meg a dal feldolgozását. Ugyanebben az évben márciusban a Mötley Crüe is kiadta a dalt a The Dirt című film betétdalaként.

## Hatása
A Like a Virgin szerepel a Rock and Roll Hall of Fame 500 dalainak listáján. A dal és a videoklip megjelenése után a családszervezetek tiltakozni kezdtek, mondván a dal a házasság nélküli szexre ösztönöz, melyben aláássák a családi értékeket, és Madonnát úgy ábrázolják, mint egy kurvát. A felháborodott moralisták „szexcicának” nevezték, és megpróbálták betiltani a dalt, és a videót. A konzervatívokat feldühítette az, hogy Madonna használta a vallási szimbolizmust, a szűz esküvői ruhát, melyet szexuális összefüggésben ábrázolt. Clerk megjegyezte, hogy a dal soha nem látott figyelmet kapott a társadalmi csoportok által. A fő probléma az volt, hogy az emberek többsége csak felületesen hallgatta a dal szövegét, és azt képzelte, hogy az egyes dalszöveg részletek ártatlan szexuális kezdeményezés a célja. Miközben a lakosság felháborodott, mások nagy örömmel fogadták Madonna gondolkodását a dalról, aki azt állította, hogy: 

Meglepődtem, hogy az emberek hogyan reagáltak a Like a Virginre, mert amikor ez a dal készült, arról énekeltem, hogy hogyan éreztem magam bizonyos helyzetekben, mely vadonatúj és friss érzés volt, persze mindenki másképpen értelmezte. A dal mindig abszolút kétértelmű volt. 

Andrew Morton életrajzíró megjegyezte, hogy Madonna csodálóinak többsége nő volt, akik születésük óta a nők régiómódi sztereotípiái között nevelkedtek, és volt egy kialakult képük a menyasszonyról, vagy prostituáltról feminista értékrenddel, akik elutasították a nők önkifejezését. William McKeen a Rock and Roll szerzője így nyilatkozott: Madonna volt az utolsó, aki pozitívan állt hozzá az akkori fiatal lányokhoz. Összevetve Madonna képét Barbieval, McKeen elmondta, hogy Madonna a nőiesség középosztálybeli ötleteit összekeverte azzal, hogy példát mutatott arra, hogy mit jelent a nőiesség számára az egyenlő esély az életben. Szexualitásával azt sugallta a nők számára, hogy teljesen elfogadott a kapcsolatok kezdeményezése, és annak élvezése is. Ezen túlmenően Morton szerint abban az időben, a 80-as évek divatjában a lapos mellű vékony lányokkal reklámozták a ruhadarabokat, Madonna az átlagos lányokat ösztönözte arra, hogy jó saját maguk bőrébe lenni. Az új szó melynek neve „Madonna wannabe” azoknak a lányoknak szólt, akik Madonna stílusát próbálták követni. Az egyetemi professzorok, és a feministák komolyan elkezdtek vitatkozni a posztmodernista stílus és a kulturális ikon szerepéről. Debbi Voller szerint a Like a Virgin eredményezte azt, hogy Madonna ikonná váljon.
A Like a Virgin előadását az MTV úgy ítéli meg, hogy a díjkiosztó gálán megtartott előadás minden idők egyik legikonikusabb pop-előadása. Christina Garibaldi az MTV-től úgy ítélte meg, hogy az előadás elősegítette, hogy a Zenei díjkiosztó széles körben elterjedjen...ezzel egyidejűleg a későbbi előadóművészek számára is ösztönző volt amikor részt vettek a díjkiosztón, és azt akarták, hogy mindenki róluk beszéljen. A Billboard Minden idők 100 legnagyobb show előadásainak listáján a 2. helyre sorolta Madonna előadását, elmagyarázva ezzel, hogy Madonna előtt a legjobb ilyen előadások után reménykedtek abban, hogy az emberek megvásárolják a lemezeiket, és ezzel beírják magukat a történelembe. Ez a pop art igazi nagy robbantása. Joe Lynch szerint az 1990-es Blond Ambition világturné előadása minden kaput megnyitott Marilyn Mansontől Miley Cyrusig, hogy sokkolhassanak, és félelmet keltsenek a színpadon a következő évtizedekben.

## Számlista
| - US 7" single 1. Like a Virgin (album version) – 3:38 2. Stay (album version) – 4:04 - US/CAN 12" maxi single 1. Like a Virgin (extended dance remix) – 6:04 2. Stay (album version) – 4:04 | - Japán 12" vinyl promo single 1. Like a Virgin (extended dance remix) – 6:07 2. Supernatural Love (Donna Summer) – 6:11 - Német / UK CD Maxi Single (1995) 1. Like a Virgin (extended dance remix) – 6:04 2. Stay – 4:04 |

## Slágerlista
| Slágerlista (1984–85)                   | Legjobb helyezések |
| --------------------------------------- | ------------------ |
| Ausztrália (Kent Music Report)          | 1                  |
| Ausztria (Ö3 Austria Top 40)            | 8                  |
| Belgium (Ultratop 50 Flanders)          | 2                  |
| Kanada Top Singles (RPM)                | 1                  |
| European Hot 100 Singles (Eurotipsheet) | 1                  |
| Finnország (Singlet Top 20)             | 5                  |
| Franciaország (Single Top 100)          | 8                  |
| Németország (Media Control Charts)      | 4                  |
| Iceland (RÚV)                           | 7                  |
| Olaszország (IRMA)                      | 4                  |
| Japan International (Oricon)            | 1                  |
| Hollandia (Single Top 100)              | 4                  |
| Új-Zéland (Recorded Music NZ)           | 2                  |
| Norvégia (VG-lista)                     | 8                  |
| South Africa (Springbok)                | 2                  |
| Svédország (Sverigetopplistan)          | 15                 |
| Svájc (Schweizer Hitparade)             | 9                  |
| Egyesült Királyság (UK Singles Chart)   | 3                  |
| US Billboard Hot 100                    | 1                  |
| US Adult Contemporary (Billboard)       | 29                 |
| US Hot Dance Club Songs (Billboard)     | 1                  |
| US Hot R&B/Hip-Hop Songs (Billboard)    | 9                  |
| Zimbabwe (ZIMA)                         | 7                  |

| Slágerlista (1985)                | Helyezések |
| --------------------------------- | ---------- |
| Ausztrália (Kent Music Report)    | 21         |
| Canadian Top Singles (RPM)        | 35         |
| Germany (Official German Charts)  | 40         |
| Netherlands (Mega Single Top 100) | 82         |
| New Zealand (Recorded Music NZ)   | 11         |
| South Africa (Springbok)          | 19         |
| US Billboard Hot 100              | 2          |
| US Dance Club Songs (Billboard)   | 31         |

| Slágerlista (1958–2018) | Rang |
| ----------------------- | ---- |
| US Billboard Hot 100    | 121  |

## Közreműködő személyzet
- Madonna – ének
- Billy Steinberg – dalszerző
- Tom Kelly – dalszerző
- Nile Rodgers – producer, dobprogramozás, gitár
- Bernard Edwards – basszusgitár
- Tony Thompson – dobok
- Rob Sabino – basszus szintetizátor, válogatott szintetizátorok
- Jellybean Benitez – 12 hüvelykes remixek

## Minősítések
| Ország                   | Minősítés | Eladás    |
| ------------------------ | --------- | --------- |
| Egyesült Királyság (BPI) | arany     | 925.000   |
| Egyesült Államok (RIAA)  | arany     | 1.900.000 |
| Japán (Oricon)           |           | 121.780   |
| Digitális                |           |           |
| Egyesült Államok (RIAA)  |           | 240.000   |